# Pecluma insularis
Pecluma insularis är en stensöteväxtart som först beskrevs av Alexander Curt Brade, och fick sitt nu gällande namn av Salino. Pecluma insularis ingår i släktet Pecluma och familjen Polypodiaceae. Inga underarter finns listade.